# Tramwaje w Ulricehamn
Tramwaje w Ulricehamn − zlikwidowany system komunikacji tramwajowej w szwedzkim mieście Ulricehamn. 

## Historia
W październiku 1908 właściciel sanatorium Per Stenman otrzymał zgodę na budowę linii tramwajowej. W listopadzie 1909 została założona spółka Ulricehamns Elektriska Spårvägsaktiebolag, która miała być operatorem linii. Linia tramwajowa miała być jednotorowa, a zajezdnia miała powstać w sanatorium. Linię tramwajową budowano na przełomie lat 1909–1910. Linia tramwajowa o długości 3 km i szerokości toru 1000 mm zaczynała się przy stacji kolejowej i kończyła się w sanatorium. Wkrótce po dostarczeniu wagonu, na wiosnę 1911, odbyły się próbne jazdy i linia została dopuszczona do eksploatacji. Jednak otwarcie linii nigdy nie nastąpiło z powodu braku porozumienia pomiędzy sanatorium a miastem co do opłat za przejazd tramwajem. W 1917 szyny z nieużywanej linii wysłano na Spitsbergen. 

## Tabor
Do obsługi linii na wiosnę 1911 do Ulricehamn przybył jeden wagon motorowy. Wagon zbudowała spółka Stockholms Södra Spårvägsbolag, która mieściła się na Ringvägen w Sztokholmie. W 1917 wagon został wysłany do Göteborga. 